# لی کالینز (بازیکن فوتبال، زاده۱۹۷۷)
لی کالینز (انگلیسی: Lee Collins؛ زادهٔ ۱۰ سپتامبر ۱۹۷۷) بازیکن فوتبال اهل بریتانیا است.
از باشگاه‌هایی که در آن بازی کرده‌است می‌توان به باشگاه فوتبال استوک سیتی، باشگاه فوتبال کمبریج یونایتد، باشگاه فوتبال استون ویلا، و باشگاه فوتبال سولیهال مورس اشاره کرد.